# Animal Farm (1999)
Animal Farm ist ein Fernsehfilm aus dem Jahr 1999 und wurde auf dem Fernsehsender TNT erstmals ausgestrahlt. Es ist eine Adaption des gleichnamigen Romans von George Orwell von 1945. Der Film erzählt die Geschichte von Nutztieren, die erfolgreich gegen ihren menschlichen Besitzer rebelliert haben, um dann in eine brutalere Tyrannei zu gleiten. Der Film erhielt gemischte Kritiken bei seiner Ausstrahlung, vor allem das Ende wurde kritisiert.

## Handlung
Während einer regnerischen Szene kämpfen sich einige Tiere durch Schlamm und Jessie, ein alter Border Collie und der Erzähler der Geschichte, denkt über die Ereignisse nach, die zur Flucht von ihrer Farm geführt haben. Der Film geht daraufhin einige Jahre zurück.
Der gewalttätige und selten nüchterne Bauer Mr. Jones kämpft mit Schulden bei dem Nachbarlandwirt Pilkington. Das Schwein Old Major trifft sich eines Abends mit allen Tiere in der Scheune. Major sagt ihnen, dass die Menschen ihr Feind sind, denn die Tiere dienen ihnen und versorgen sie ohne Gegenleistung. Alle Tiere singen daraufhin eine von Major gedichtete Hymne. Die Versammlung wird unterbrochen, als Jones den Gesang (die Tiergeräusche) hört. Er stolpert vor die Scheune und feuert versehentlich mit seiner Flinte, wodurch Old Major getötet wird. Jones verwendet Old Major Kadaver später für Fleisch. Als Jones es versäumt, die Tiere zu füttern, führt Boxer, das Shire Horse Pferd, alle Tiere in den Stall und die Schweine revoltieren gegen Mr. Jones, der schließlich von der Farm flieht.
Unter der Herrschaft der Tiere wird die Farm vom klugen Schwein Schneeball in Animal Farm umbenannt. Schneeball malt an den Scheunentoren die sieben Gebote des „Animalismus“ auf.
1. Alles, was auf zwei Beinen geht, ist ein Feind.
2. Alles, was auf vier Beinen geht oder Flügel hat, ist ein Freund.
3. Kein Tier soll Kleider tragen.
4. Kein Tier soll in einem Bett schlafen.
5. Kein Tier soll Alkohol trinken.
6. Kein Tier soll ein anderes Tier töten.
7. Alle Tiere sind gleich.

Das skrupellose Schwein Napoleon nimmt währenddessen Jessies Welpen in seine Obhut und behauptet, es sei das Beste für sie, eine Ausbildung von ihm zu erhalten. Als Schneeball nach dem Verschwinden von Milch und Äpfeln von den anderen Tieren danach befragt wird, gesteht er, dass er und die anderen Schweine die Milch und Äpfel für sich genommen haben. Squealer erklärt daraufhin, dass das Wohlergehen der Schweine Vorrang hat, weil sie die Gehirne der Farm sind. Jessie ist die Einzige, die davon nicht überzeugt ist.
Nachdem Pilkington erfahren hat, dass Jones die Kontrolle über seine Farm verloren hat, führt er mit anderen lokalen Farmern eine Invasion gegen die Animal Farm durch. Doch für diesen Fall hat Schneeball bereits eine Abwehrstrategie geplant und führt die Tiere zum Sieg, wodurch sich die Menschen zurückziehen. In seiner Niederlage denkt Pilkington an eine Zusammenarbeit mit den Tieren.
Schneeball schlägt anschließend vor, dass die Tiere eine Windmühle bauen sollten, um ihre Vorräte zu vermehren, aber Napoleon lehnt den Plan ab. Als die Tiere Unterstützung für Schneeball zeigen, holt Napoleon Jessies Welpen, die inzwischen seine private Armee ausgebildeter Hunde sind, um Schneeball von der Animal Farm zu jagen. Napoleon erklärt Schneeball schließlich als „Verräter und Verbrecher“ und Napoleons Handlanger Squealer behauptet, dass die Windmühle eigentlich Napoleons Idee war. Die Tiere ahnen jedoch nicht, dass eigentlich Napoleon der wahre Verräter ist.
Napoleon erklärt, dass ein „Sonderkomitee der Schweine“ nun über alle Aspekte der Farm bestimmen wird und die Tiere beginnen mit Boxers Hilfe, die Windmühle zu bauen. Als Pilkington anfängt, mit den Schweinen zu handeln, erinnert sich Boxer an Old Majors Worte und erwähnt, dass Tiere keinen Handel betreiben dürfen. Napoleon erklärt, dass „Animal Farm“ nicht isoliert existieren kann. Er platziert den Schädel von Old Major vor der Scheune, um den Fortschritt der Farm zu überwachen, und eine Statue von sich selbst in der Nähe aufzustellen. Jessie gesteht den anderen Tieren, dass sie Zeuge der im Haus lebenden und in den Betten schlafenden Schweine war. Squealer erklärt, dass kein Gebot gebrochen wurde. Denn er hat das Gebot „geändert“: „Kein Tier soll in einem Bett schlafen mit Leintüchern“, und ein Bett ohne Leintücher sei auch nur ein Schlafplatz.
Jones und seine Frau sabotieren Animal Farm, indem sie die fast vollständige Windmühle mit Dynamit in die Luft sprengen. Napoleon beschuldigt jedoch Schneeball der Sabotage. Die Schweine beginnen außerdem, mehr Futter zu verbrauchen, sodass die anderen Tiere wenig zu essen haben. Napoleon erklärt, dass Schneeball die Nahrungsmittelknappheit verursacht hat und dass die Hühner ihre Eier dem Markt übergeben müssen. Wenn sie sich widersetzen, werden sie als Verbrecher beschuldigt und ihnen wird keine Nahrung mehr gegeben (außerdem wird jedes Tier, das einer Henne Futter gibt, mit dem Tod bestraft). Die Schweine produzieren mit Hilfe von Jones Filmausrüstung bald sogar Propagandafilme. Während sie Napoleon als Führer feiern, zeigen die Filme den Tod von Tieren, die gegen Napoleons Regeln verstoßen haben. Das Gebot „Kein Tier soll ein anderes Tier töten“ wird geändert zu „Kein Tier soll ein anderes Tier töten ohne Grund“. Das Gebot „Kein Tier soll Alkohol trinken“ wird in „Kein Tier soll Alkohol trinken im Übermaß“ geändert, nachdem die Schweine mit dem Kauf von Whisky bei Pilkington beginnen.
Nachdem Boxer wegen Überlastung zusammengebrochen ist, informiert Squealer Jessie, dass Napoleon Boxer ins Krankenhaus schicken wird. Der kluge Esel Benjamin bemerkt, dass der für Boxer kommende Lieferwagen mit den Worten „Horse Slaughterer“ gekennzeichnet ist. Boxer wird in den Tod gebracht, bevor die anderen Tiere eingreifen können. Der neueste Propagandafilm von Squealer versichert den Tieren, dass der Transporter aus dem Krankenhaus stammte, zuvor jedoch im Besitz eines Pferdeschlachters gewesen war. Pilkington und seine Frau essen später mit den Schweinen im Bauernhaus, wo Napoleon ankündigt, dass der Name des Hofes auf Herren-Farm zurückgeändert wird. Jessie sieht durch ein verzogenes Glasfenster und sieht die Gesichter von Pilkington und Napoleon so verzerrt, dass sie nicht mehr unterscheiden kann, wer Mensch und wer Schwein ist. Die Ziege Muriel und Benjamin stellen fest, dass das letzte Gebot „Alle Tiere sind gleich“ erweitert wurde und zwar mit „aber manche sind gleicher“. Jessie und einige andere Tiere fliehen daher von der Farm. Später wird Napoleon vor einer Menge Tieren gesehen, wie er Kleidung trägt und aufrecht steht. Er erklärt, dass die Farm sich Waffen besorgen und Mauern bauen wird, um sich und ihre Lebensweise zu schützen. Er erklärt, die Revolution sei vorbei und alle Tiere nun frei. Alle Gebote werden durch eines ersetzt:

„Alle Tiere sind gleich,

aber manche sind gleicher.“

Der Film kehrt am Ende in die Gegenwart zurück, als Jessie mit den anderen geflohenen Tieren zurückkehrt, um die Herren-Farm unbeaufsichtigt und in Trümmern vorzufinden. Napoleon, Squealer und alle anderen zurückgebliebenen Tiere sind gestorben, aber Jessie findet einige Hunde, die überlebt haben, und erkennt, dass es ihre eigenen Welpen sind. Die Welpen erkennen sie als ihre Mutter. Jessie sieht, dass Napoleons Statue jetzt zusammengebrochen ist, und merkt an, dass sie wusste, dass Napoleons Grausamkeit und Gier ihn eines Tages ruinieren würden. Ein Auto kommt mit einem Bauern, seiner Frau und seinen Kindern an – den neuen Besitzern der Herren-Farm. Jessie bemerkt, dass sie diese Familie nicht „die gleichen Fehler“ wie Jones und Napoleon machen lassen werden und ist sich sicher, dass der kleine Rest von Tieren nach dem Wiederaufbau der Farm zusammen mit ihren neuen Herren in Frieden leben wird.

## Besetzung
- Pete Postlethwaite – Bauer Jones, der Herren-Farm.
- Caroline Gray – Miss Jones, Jones Frau.
- Alan Stanford – Bauer Pilkington, der Foxwood Farm.
- Gail Fitzpatrick – Miss Pilkington, Pilkingtons Frau.
- Gerard Walsh – Bauer Frederick, der Pinchfield Farm.

### Stimmen
- Julia Ormond – Jessie, ein alter Border Collie.
- Patrick Stewart – Napoleon, der Anführer der Schweine.
- Ian Holm – Squealer, der Vize-Anführer der Schweine.
- Julia Louis-Dreyfus – Mollie, eine Stute
- Kelsey Grammer – Schneeball, ein Schwein, welches durch Napoleon ins Exil gestoßen wird.
- Pete Postlethwaite – Benjamin, ein alter Esel.
- Paul Scofield – Boxer, ein Shire Horse Pferd.
- Peter Ustinov – Old Major, der ehemalige Führer der Schweine.
- Charles Dale – Moses, ein Rabe
- Louise Gold – Mabel
- Jean Beith – Muriel, eine Ziege, die Napoleon hasst.

## Produktion
Die Dreharbeiten begannen am 25. August 1998 und endeten am 6. November. Aufgrund der umfangreichen CGI-Arbeit und anderer Postproduktionsanforderungen wurde der Film erst im Juni 1999 an TNT und Hallmark Entertainment ausgeliefert.
Vierzehn Tiere wurden gebaut, um die Tiere von Animal Farm in Jim Hensons Creature Shop in London zu repräsentieren: vier Schweine (Old Major, Schneeball, Napoleon und Squealer), zwei Pferde (Boxer und Mollie), ein Border Collie (Jessie), ein Esel (Benjamin), ein Rabe (Moses), eine Ziege (Muriel), ein Schaf, eine Ratte, ein Huhn und eine Ente.
In früheren Drehbüchern, die Martyn Burke für diesen Film geschrieben hatte, war Jessie eine männliche Figur statt einer weiblichen Figur.

## Kritik
Der Film erhielt gemischte Kritiken. Die Bewertung von Rotten Tomatoes liegt derzeit bei 40 %. Er wurde kritisiert wegen seiner lockeren Anpassung des Buches, seiner Einfachheit und mangelnden Subtilität und dafür, dass er für Kinder zu dunkel und zu politisch, für Erwachsene hingegen zu vertraut und zu einfach sei.
Das Lexikon des internationalen Films bezeichnet Animal Farm als „reizvolle[n] Realfilm […,] der märchenhafte Elemente, wundervolle Naturschönheiten und humorvolle Wendungen zu einem fantasievollen Tierfilm mit kritischem Anspruch verbindet.“